# Брашовска повеља
Повеља Брашова је документ који је издала канцеларија видинског владара цара Јована Страцимир. 
Повеља је додељена грађанима ердељског града Брашова, на челу са жупаном Јаковом, и гарантује им право на слободно кретање и трговину у Видинском царству. Претпоставља се да датира из 1369. године, а најкасније до 1380. године.
Чува се у Државном архиву у Брашову.